# Lophius gastrophysus
Lophius gastrophysus é uma espécie de peixes, conhecida por peixe-pescador, peretencente à família Lophiidae da ordem Lophiiformes, com distribuição natural pelas costas ocidentais do Oceano Atlântico, desde o Golfo do México até à Argentina. A espécie é alvo de pescaria comercial nas costas do Brasil.

## Desccrição
A espécie apresenta a forma típica dos peixes da sua família, com um comprimento máximo que ronda os 45 cm, embora tenha sido descrito um espécime de 60 cm de comprimento. Apresenta uma esca bioluminescente sobre a cabela num ilício que lhe serve para atrair as presas.
Vive em águas profundas, pousado directamente sobre fundos arenosos ou lodosos, em profundidades entre 40 e 180 metros, entre os 39º de latitude norte e os 39º de latitude sul.
A espécie alimenta-se fundamentalmente de peixes, que são atraídos pelo isco luminescente no extremo do ilício.
Apesar de ser considerado um pescado sabroso, é uma espécie pouco pescada e que em geral tem um preço muito baixo nos mercados.